# Amy Seimetz
Pour les articles homonymes, voir Seimetz.
Amy Seimetz est une actrice, réalisatrice, productrice et scénariste américaine née le 25 novembre 1981 en Floride, principalement connue pour être la créatrice de la série The Girlfriend Experience.
Elle joue également dans des films tels que You're Next et Upstream Color et des séries tels que The Killing.

## Biographie
En 2012, elle réalise son premier film, le thriller Sun Don't Shine (en) . Elle assure également la production, le montage et a écrit le scénario de ce premier long-métrage.
En 2013, elle intègre le casting de la série télévisée The Killing lors du tournage de la troisième saison et tient un rôle secondaire dans l'unique saison de la série télévisée Family Tree (en). Elle joue également dans le film d'horreur You're Next d'Adam Wingard et dans le film de science-fiction Upstream Color de Shane Carruth.
En collaboration avec Lodge Kerrigan, elle imagine en 2016 la série télévisée The Girlfriend Experience. Cette série s'inspire du film éponyme réalisé par Steven Soderbergh en 2009. En plus de l'écriture, Seimetz réalise elle-même une partie des épisodes, en produit d'autres et tient un rôle régulier dans cette série.

## Filmographie

### Cinéma
Comme actrice
- 2006 : Petits suicides entre amis (Wristcutters: A Love Story) de Goran Dukić (en) : Nina
- 2010 : A Horrible Way to Die (en) d'Adam Wingard : Sarah
- 2010 : The Myth of the American Sleepover de David Robert Mitchell : Julie
- 2010 : Tiny Furniture (en) de Lena Dunham : Ashlynn
- 2011 : Silver Bullets (en) de Joe Swanberg : Charlie
- 2011 : The Off Hours (en) de Megan Griffiths (en) : Francine
- 2011 : Autoerotic[2] de Joe Swanberg et Adam Wingard
- 2013 : You're Next d'Adam Wingard : Aimee
- 2013 : 9 Full Moons (en) de Tomer Almagor : Frankie
- 2013 : Lucky Them de Megan Griffiths (en) : Sara
- 2013 : Upstream Color de Shane Carruth : Kris
- 2013 : Pit Stop de Yen Tan (en) : Shannon
- 2013 : The Sacrament de Ti West : Caroline
- 2014 : The Reconstruction of William Zero (en) de Dan Bush (en) : Jules
- 2015 : Entertainment de Rick Alverson (en) : la femme du bar
- 2016 : Lovesong de So Yong Kim : Chloe
- 2017 : Alien: Covenant de Ridley Scott : Faris
- 2017 : La Route sauvage (Lean on Pete) d'Andrew Haigh : Lynn
- 2017 : My Days of Mercy de Tali Shalom Ezer : Martha
- 2018 : Wild Nights with Emily de Madeleine Olnek : Mabel
- 2019 : Simetierre (Pet Sematary) de Kevin Kölsch et Dennis Widmyer : Rachel Creed
- 2020 : Archenemy de Adam Egypt Mortimer : Cleo Ventrik
- 2021 : No Sudden Move de Steven Soderbergh

Comme réalisatrice
- 2008 : We Saw Such Things
- 2012 : Sun Don't Shine (en) — également productrice, monteuse et scénariste
- 2020 : She Dies Tomorrow

### Télévision
- 2013 : Family Tree (en)
- 2013 : The Killing (série télévisée) : Danette Leeds (saisons 3 et 4)
- 2013 : New York, unité spéciale : Lena Olson (saison 15, épisode 9)
- 2013 : Family Tree (série télévisée) : Ally Keele
- 2016 : The Girlfriend Experience (série télévisée) : Annabelle Reade — également créatrice et scénariste, productrice exécutive et réalisatrice
- 2016 : Stranger Things (série télévisée) : Becky Ives, 1 épisode
- 2020 : The Comey Rule (mini-série) : Trisha Anderson
- 2021-... : Sweet Tooth : Dr Gertrude « Birdie » Miller

## Voix francophones
En France
| - Christèle Billault dans : - You're Next - The Killing (série télévisée) - Simetierre - The Secrets We Keep - No Sudden Move | Et aussi - Alice Taurand dans Stranger Things (série télévisée) - France Renard dans Alien: Covenant - Estelle Dehon dans The Comey Rule (mini-série) - Marie-Eugénie Maréchal dans Archenemy - Agnès Manoury dans Sweet Tooth (série télévisée) |

Au Québec
- Mélanie Laberge[4] dans :
  - Alien : Covenant
  - Cimetière vivant

Et aussi
- Véronique Marchand dans Liens familiaux (en)[4] (série télévisée)
- Éveline Gélinas dans Nos secrets bien gardés[4]